# Comuna de Lubiewo
Lubiewo (polaco: Gmina Lubiewo) é uma gminy (comuna) na Polónia, na voivodia de Cujávia-Pomerânia e no condado de Tucholski. A sede do condado é a cidade de Lubiewo.
De acordo com os censos de 2004, a comuna tem 5651 habitantes, com uma densidade 34,7 hab/km².

## Área
Estende-se por uma área de 162,8 km², incluindo:
- área agricola: 49%
- área florestal: 41%

## Demografia
Dados de 30 de Junho 2004:
|                      | Total   | Total | Mulheres | Mulheres | Homens  | Homens |
| -------------------- | ------- | ----- | -------- | -------- | ------- | ------ |
|                      | pessoas | %     | pessoas  | %        | pessoas | %      |
| População            | 5651    | 100   | 2763     | 48,9     | 2888    | 51,1   |
| Densidade (pop./km²) | 34,7    | 100   | 17       | 17       | 17,7    | 17,7   |

De acordo com dados de 2005, o rendimento médio per capita ascendia a 1913,08 zł.

## Subdivisões
- Bysław, Bysławek, Cierplewo, Klonowo, Lubiewice, Lubiewo, Minikowo, Płazowo, Sucha, Trutnowo, Wełpin.

## Comunas vizinhas
- Cekcyn, Gostycyn, Koronowo, Świekatowo